# Stephan Schmidheiny

Stephan Schmidheiny (1992)

Stephan Schmidheiny (* 29. Oktober 1947 in Balgach; heimatberechtigt ebenda) ist Mitglied der Familiendynastie Schmidheiny und ein Schweizer Unternehmer.

## Leben

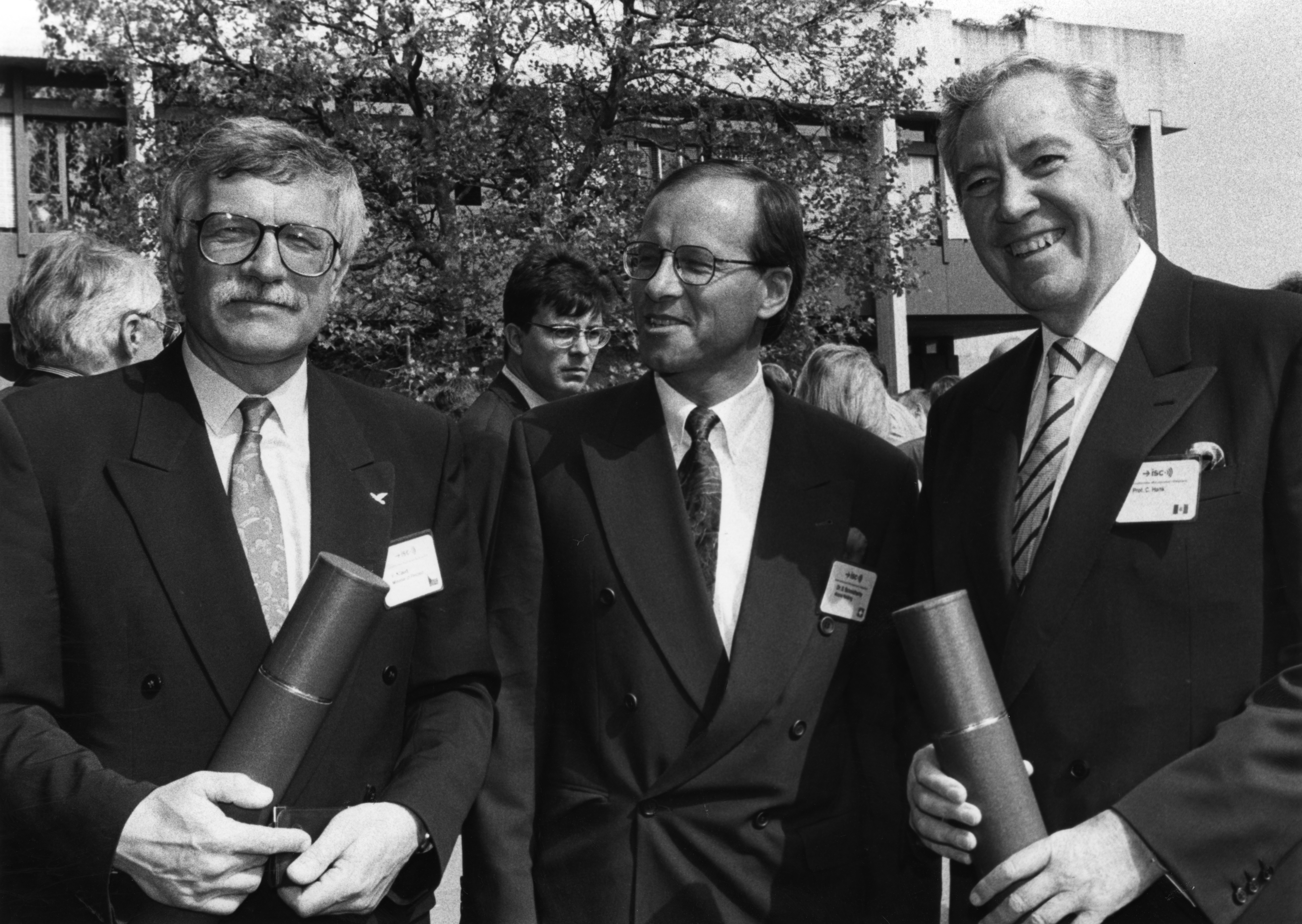
(von links) Václav Klaus, Stephan Schmidheiny, Carlos Hank Gonzalez 1992 am Internationales Management-Gespräch in St. Gallen

Stephan Schmidheiny ist der Sohn von Max Schmidheiny (1908–1991) und Adda Schmidheiny-Scherrer († 1997) sowie Bruder von Thomas Schmidheiny, Marietta und Alexander Schmidheiny († 1992). Er wuchs in Heerbrugg im Kanton St. Gallen auf und besuchte die Kantonsschule Trogen. 1972 schloss er sein Studium mit dem Doktorat der Rechtswissenschaften an der Universität Zürich ab. Schmidheiny war von 1974 bis 2002 mit Ruth Schmidheiny (Verwaltungsrätin der Daros Latin America AG) verheiratet. Er hat einen Sohn und eine Tochter und lebt in Hurden im Kanton Schwyz. Seit 2012 ist er mit Viktoria Schmidheiny-Werner verheiratet.

Schmidheiny realisierte mehrere Buchprojekte, unter anderem 1992 im Rahmen des UNO-Rio-Gipfels den Bestseller Kurswechsel. Globale unternehmerische Perspektiven für Entwicklung und Umwelt, der in über zwölf Sprachen übersetzt wurde. Sein Vermögen wurde 2022 vom Schweizer Wirtschaftsmagazin Bilanz auf 3,75 Milliarden Schweizer Franken geschätzt.

## Unternehmerische Engagements

### Eternit
1972, im Alter von 25 Jahren, begann Stephan Schmidheiny seine unternehmerische Karriere im Vertriebsbereich der Schweizer Eternit-Gruppe, die seit den 1920er-Jahren der Familie Schmidheiny gehörte und ihm später von seinem Vater übertragen wurde. 1976, vier Jahre nach seinem Einstieg, wurde er Chief Executive Officer (CEO) der Schweizer Eternit-Gruppe.
1978 gab Schmidheiny, nunmehr Verwaltungsratspräsident, bekannt, vollständig auf Asbest verzichten zu wollen, elf Jahre vor dem seit 1989 in der Schweiz geltenden Asbestverbot. Zugleich liess er nach Substituten forschen und es gelang innerhalb von vier Jahren, neue Fasermischungen bis zur Produktreife zu entwickeln. 1989, fünf Jahre nach der Übernahme der Gruppe von seinem Vater, war Schmidheiny aus der Eternit-Gruppe komplett ausgestiegen.
Stephan Schmidheinys «Anova», Nachfolger der weltweit tätigen Firma «Eternit», sah sich ab 2002 mit massiven Forderungen nach Entschädigungszahlungen für südafrikanische Asbestopfer konfrontiert. Eine Sammelklage wurde mit der Errichtung eines Entschädigungs-Trusts, der mit 10–20 Millionen Dollar ausgestattet worden sein soll, abgewendet. Ausgehandelt wurde der Vergleich vom damaligen Ständerat und späteren Bundesrat Hans-Rudolf Merz, nachdem Stephan Schmidheiny im August 2002 als Verwaltungsratspräsident demissioniert hatte.
In Italien wurde das Thema Asbest seit 2009 eingehend gerichtlich aufgearbeitet. In Turin wurden so Stephan Schmidheiny und Baron Louis de Cartier aus Belgien Ende 2009 angeklagt, zwischen 1966 und 1986 durch mangelnde Sicherheitsvorkehrungen in mehreren italienischen Eternit-Fabriken den Asbest-Tod von mehr als 2000 Arbeitern und Anwohnern verursacht zu haben. Die Staatsanwaltschaft warf ihnen vor, für 2056 Todesfälle und 833 Erkrankungen verantwortlich zu sein. Am 13. Februar 2012 wurden er und Louis de Cartier zu je 16 Jahren Haft und Schadenersatzzahlungen in Höhe von 80 Millionen Euro verurteilt. Schmidheiny legte Berufung gegen das Urteil ein. Später plädierte er auf Annullierung des Prozesses. Während des Revisionsprozesses starb Louis de Cartier (* 1921) im Mai 2013.
Am 3. Juni 2013 erhöhte das Berufungsgericht in Turin das Strafmass auf 18 Jahre und auf 90 Millionen Euro. Gegen das Urteil wurde eine Berufung beim Kassationsgericht in Rom angekündigt. Im November 2014 annullierte das italienische Kassationsgericht auf Antrag der Staatsanwaltschaft das vorinstanzliche Urteil und erklärte die Vorwürfe für verjährt.
Der mittlerweile pensionierte Staatsanwalt Guariniello strengte anschliessend eine zweite Klage wegen vorsätzlicher Tötung an. Am 29. November 2016 entschied die zuständige Richterin in Turin, diese nicht zuzulassen. Möglich sind verschiedene lokale Prozesse z. B. in Vercelli, Reggio Emilia und Neapel wegen fahrlässiger Tötung. In einem solchen Prozess wurde Schmidheiny 2022 in Neapel wegen fahrlässiger Tötung erstinstanzlich zu einer Freiheitsstrafe von 3,5 Jahren verurteilt.
Im Juni 2023 verurteilte das Schwurgericht von Novara Schmidheiny zu einer Haft von zwölf Jahren wegen schwerer fahrlässiger Tötung von 392 Menschen. Die Verteidigung kündigte Berufung an.

### Schweizer Uhrenindustrie
Schmidheiny leistete massgebende finanzielle Unterstützung von Nicolas Hayek bei der Übernahme der Uhrenholdinggesellschaft SMH (51 % Anteil) zur Rettung der Schweizer Uhrenindustrie im Jahr 1985, welche per Handschlag vereinbart wurde. Daraus entstand die spätere Swatch-Gruppe.

### ABB
1987 organisierte Stephan Schmidheiny als Ankeraktionär die Fusion von Brown, Boveri & Cie. mit ASEA aus Schweden zur neu positionierten Firma ABB. Brown Boveri konnte sich durch die Fusion aus einer Krise befreien. Neben Schmidheiny wirkten an der in 10 Wochen verhandelten Fusion der seinerzeitige BBC-Chef Fritz Leutwiler sowie seitens ASEA deren Hauptaktionär Peter Wallenberg sowie der ASEA-Chef Percy Barnevik mit.

### Landis+Gyr
Ebenfalls 1987 übernahm Schmidheiny über seine «Anova Holding» zwei Drittel des Kapitals der Zuger Landis&Gyr Holding AG von den Familienaktionären, welche keinen Nachfolger als Führungspersönlichkeit stellen konnten. Dabei war Schmidheiny bewusst, dass wesentliche Veränderungen notwendig waren. Der Einbezug von neuen elektronischen Möglichkeiten bei den bisher vorwiegend elektromechanischen Produkten, die komplexe Firmenstruktur von L&G wie auch die Verbesserung der Rentabilität waren anzugehen. Er setzte seine Vertrauensleute dafür ein. Während der folgenden Jahre wurden diese Ziele weitgehend erreicht, allerdings nach Restrukturierung und Personalabbau in mehreren Schritten. 1995 zog sich Schmidheiny zuerst aus dem Verwaltungsrat von L&G zurück und verkaufte kurz danach seine Beteiligung an Elektrowatt, eine mindestens zu diesem Zeitpunkt noch schweizerische Lösung. Später wurden Geschäftsbereiche von Siemens und über die Zwischenstationen KKR und Bayard durch Toshiba weitergeführt. 2017 verkauften die Toshiba Corporation und die Innovation Network Corporation of Japan (INCJ) diese Geschäftstätigkeiten über einen Börsengang. Seit dem 21. Juli 2017 ist das Unternehmen an der SIX Swiss Exchange als Landis+Gyr kotiert (Tickersymbol: LAND).

### Leica
Von seinem Bruder Thomas Schmidheiny übernahm Stephan Schmidheiny den Leica-Konzern. Den Grundstein für dieses Engagement legte 1921 ihr Vorfahre Jakob Schmidheiny im Ortsteil Heerbrugg der Gemeinde Balgach, als er die Firma Heinrich Wild, Werkstätte für Feinmechanik und Optik mit gründete. Durch verschiedene Firmenübernahmen entstand daraus später der Leica-Konzern. Nach der Übernahme durch Stephan Schmidheiny als Hauptaktionär 1989 wurde der Leica-Konzern ab den 1990er-Jahren restrukturiert, aufgeteilt und die bedeutendsten Geschäftsbereiche an ausländische Interessenten verkauft. Für die Region des Familienstammsitzes Balgach/Heerbrugg war dies eine herbe Enttäuschung.

### Weitere Beteiligungen
Stephan Schmidheiny diversifizierte seine Investitionen, indem er ein multinationales Konglomerat mit Beteiligungen unter anderem in den Bereichen Forstwirtschaft, Bankenwesen, Konsumgüter, Energieerzeugung, Elektronik- und optische Ausrüstungs-Unternehmen aufbaute. Während dieser Zeit prägte er diverse Unternehmen und machte sich einen Namen als Industriearchitekt. Er wurde Verwaltungsratsmitglied von führenden Unternehmen wie z. B. Asea Brown Boveri (ABB), Nestlé, Swatch Group und UBS.
Mit dem Ziel, sein unternehmerisches und philanthropisches Werk in Lateinamerika über die eigene Generation hinaus zu sichern, hat Schmidheiny am 9. Oktober 2003 die Gesamtheit der Aktien seiner Industrieholding GrupoNueva in einen unwiderruflichen Trust, «Viva», eingebracht, dessen Begünstigte die Avina-Stiftung ist. Das Eigenkapital der GrupoNueva wurde auf 800 Millionen USD veranschlagt, was zusammen mit einem der Stiftung übereigneten Wertschriften-Portefeuille einer Schenkung von über einer Milliarde US-Dollar entsprach. Mit der Gründung des Viva Trust zog sich Schmidheiny von all seinen operativen Tätigkeiten inklusive seiner Funktionen in der GrupoNueva und Avina zurück.

## Philanthropie
Das philanthropische Engagement hatte im Leben von Stephan Schmidheiny immer eine grosse Bedeutung und stellt seit den 1990er-Jahren das Hauptbetätigungsfeld von Stephan Schmidheiny dar, insbesondere seine Rolle beim UNO-Rio-Gipfel 1992.

### UNO-Rio-Gipfel 1992 und «World Business Council for Sustainable Development»
1990 erfolgte die Berufung zum «Hauptberater für Wirtschaft und Industrie» des Generalsekretärs der Konferenz der Vereinten Nationen über Umwelt und Entwicklung (UNCED). Stephan Schmidheiny bereitete in dieser Funktion massgeblich diese besser als «Rio-Gipfel» von 1992 bekannte Konferenz der Vereinten Nationen vor. Um sein Mandat besser ausüben zu können, gründete er ein Forum, in dem führende Unternehmer aus aller Welt eine betriebswirtschaftliche Perspektive auf die Herausforderungen von Umwelt und Entwicklung förderten. Aus diesem Forum entstand später das World Business Council for Sustainable Development (WBCSD) eine Organisation, der mittlerweile weltweit die 160 wichtigsten Unternehmen angehören. Schmidheiny wurde zu deren Ehrenpräsidenten gewählt, auch in Anerkennung seiner Pionierrolle im Ausstieg aus der Produktion asbesthaltiger Baustoffe (Eternit).
Im Kontext des Rio-Gipfels lancierte Schmidheiny 1992 das Buch Kurswechsel. Globale unternehmerische Perspektiven für Entwicklung und Umwelt, das in über zwölf Sprachen übersetzt wurde.

### Weitere philanthropische Engagements
Im Jahr 1984 gründete Stephan Schmidheiny zusammen mit dem Erzbischof von Panama, Marcos Gregorio McGrath, die Fundes-Stiftung mit Sitz in Panama, eine Organisation, die kleine und mittlere Unternehmen in verschiedenen Ländern Lateinamerikas unterstützen wollte. Die ersten Jahre dieses Vorhabens, vorerst auf Panama beschränkt, waren wenig erfolgreich. Erst durch die Invasion der USA in die Panama-Kanalzone 1989 und ein darauffolgendes US-Entwicklungshilfeprojekt in Partnerschaft mit Fundes brachte den Durchbruch. Fundes erlernte mit geeigneten neuen Mitarbeitern, wie man erfolgreich Mikrokredite gewährt und eine hohe Erfolgsrate bei den Rückzahlungen erreicht. So entstand ein südamerikanisches Mikrofinanzsystem ähnlich demjenigen von Muhammad Yunus aus Bangladesch, welchen Schmidheiny früh kennengelernt hatte.
1994 gründete er die Avina-Stiftung, die zu einer nachhaltigen Entwicklung in Lateinamerika beiträgt, indem sie ertragreiche Bündnisse zwischen Gesellschafts- und Wirtschaftsführern fördert und heute eine führende Funktion in diesem Umfeld innehat. In diese Stiftung floss der Grossteil des Erbes seines Bruders Alexander Schmidheiny ein, welcher anfangs der 1990er-Jahre verstorben ist.

## Kritik
Die Familie Schmidheiny war in ihrer Geschichte jenseits der Auseinandersetzungen rund um das Thema Eternit/Asbest der Kritik ausgesetzt. Ihr wird vorgeworfen, mit diktatorischen Regimes zusammengearbeitet zu haben, so beispielsweise während der 1970er-Jahre in Nicaragua mit Anastasio Somoza oder mit Südafrika während der Apartheid. Aufgrund der gewerblichen Verstrickungen der Schmidheiny-Familie mit diktatorischen Regimes und der zögerlichen Aufarbeitung, beispielsweise gab die deutsche Eternit AG den Einsatz von Zwangsarbeitern im nationalsozialistischen Deutschland erst 2007 zu, und Entschädigungen von (gesundheitlich) Geschädigten, sehen manche das philanthropische Engagement von Stephan Schmidheiny kritisch.

## Auszeichnungen
Stephan Schmidheiny hat Preise und Auszeichnungen in Anerkennung seines Leadership und seines Beitrags zur nachhaltigen Entwicklung erhalten. Darunter sind 1993 die Ehrendoktorwürde des Instituto Centroamericano de Administración de Empresas (INCAE), Costa Rica, sowie denselben Titel 1996 von der Yale University und 2001 vom Rollins College, Florida, und der Universidad Católica Andrés Bello (UCAB), Caracas. 2007, anlässlich des PODER-Green Forums, zeichneten PODER und die Boston Consulting Group Schmidheiny mit dem Philanthropy Award aus. 2009 erschien die Biografie Sein langer Weg zu sich selbst – Erbe – Unternehmer – Philanthrop im Stämpfli-Verlag.